# Peirèir
Perrier és un municipi francès situat al departament del Puèi Domat i a la regió d'Alvèrnia-Roine-Alps. L'any 2007 tenia 822 habitants.

## Demografia

### Població
El 2007 la població de fet de Perrier era de 822 persones. Hi havia 340 famílies de les quals 84 eren unipersonals (28 homes vivint sols i 56 dones vivint soles), 128 parelles sense fills, 104 parelles amb fills i 24 famílies monoparentals amb fills.
La població ha evolucionat segons el següent gràfic:
Habitants censats

### Habitatges
El 2007 hi havia 394 habitatges, 352 eren l'habitatge principal de la família, 9 eren segones residències i 32 estaven desocupats. 377 eren cases i 17 eren apartaments. Dels 352 habitatges principals, 300 estaven ocupats pels seus propietaris, 45 estaven llogats i ocupats pels llogaters i 7 estaven cedits a títol gratuït; 1 tenia una cambra, 10 en tenien dues, 50 en tenien tres, 95 en tenien quatre i 196 en tenien cinc o més. 284 habitatges disposaven pel capbaix d'una plaça de pàrquing. A 149 habitatges hi havia un automòbil i a 176 n'hi havia dos o més.

### Piràmide de població
La piràmide de població per edats i sexe el 2009 era:
| Homes | Edats   | Dones |
| ----- | ------- | ----- |
| 0     | 95 o +  | 0     |
| 0     | 90 a 94 | 0     |
| 8     | 85 a 89 | 0     |
| 12    | 80 a 84 | 4     |
| 16    | 75 a 79 | 28    |
| 36    | 70 a 74 | 24    |
| 20    | 65 a 69 | 32    |
| 12    | 60 a 64 | 20    |
| 40    | 55 a 59 | 24    |
| 36    | 50 a 54 | 24    |
| 12    | 45 a 49 | 20    |
| 44    | 40 a 44 | 36    |
| 16    | 35 a 39 | 28    |
| 28    | 30 a 34 | 24    |
| 20    | 25 a 29 | 8     |
| 12    | 20 a 24 | 4     |
| 24    | 15 a 19 | 16    |
| 20    | 10 a 14 | 28    |
| 20    | 5 a 9   | 28    |
| 16    | 0 a 4   | 12    |

## Economia
El 2007 la població en edat de treballar era de 494 persones, 345 eren actives i 149 eren inactives. De les 345 persones actives 316 estaven ocupades (172 homes i 144 dones) i 29 estaven aturades (14 homes i 15 dones). De les 149 persones inactives 65 estaven jubilades, 49 estaven estudiant i 35 estaven classificades com a «altres inactius».

### Ingressos
El 2009 a Perrier hi havia 351 unitats fiscals que integraven 830,5 persones, la mediana anual d'ingressos fiscals per persona era de 18.876 €.

### Activitats econòmiques
Dels 28 establiments que hi havia el 2007, 1 era d'una empresa extractiva, 1 d'una empresa alimentària, 1 d'una empresa de fabricació d'altres productes industrials, 5 d'empreses de construcció, 11 d'empreses de comerç i reparació d'automòbils, 2 d'empreses de transport, 4 d'empreses d'hostatgeria i restauració, 1 d'una empresa immobiliària, 1 d'una empresa de serveis i 1 d'una entitat de l'administració pública.
Dels 7 establiments de servei als particulars que hi havia el 2009, 1 era una oficina de correu, 1 taller de reparació d'automòbils i de material agrícola, 2 guixaires pintors, 1 lampisteria, 1 electricista i 1 restaurant.
Dels 2 establiments comercials que hi havia el 2009, 1 era una fleca i 1 una floristeria.
L'any 2000 a Perrier hi havia 7 explotacions agrícoles.

## Equipaments sanitaris i escolars
El 2009 hi havia 1 farmàcia i 1 ambulància.
El 2009 hi havia una escola elemental.

## Poblacions més properes
El següent diagrama mostra les poblacions més properes.